# ルイ・コルディエ
ピエール・ルイ・アントワーヌ・コルディエ（フランス語: Pierre Louis Antoine Cordier、1777年3月31日 - 1861年3月30日）は、フランスの地質学者・鉱物学者・地球科学者である。

## 経歴
アブヴィルに生まれた。1794年に国立鉱山学校に入り、ルイ＝ニコラ・ヴォークラン、ルネ＝ジュスト・アユイらに学んだ。学位を取った後、アルプスの調査を行い、ナポレオン・ボナパルトのエジプト遠征にも参加した。1802年に Mémoire sur le mercure argental、1808年に Description du dichtoïte を発表した。1809年にフランス自然史博物館の地質学の技術主任となった。1816年に玄武岩に関する論文 Sur les substances minérales dites en masse, qui servent de base aux roches volcaniques を発表した。
1822年に科学アカデミーの会員に選ばれ、1830年に国務院の委員となり、同じ1830年にはフランス地質学会の設立に参加した。自然史博物館の館長を何度か務め、1819年に1,500だった標本の数を、コルディエの没した1861年には20,000まで増加させた。